# Bunte Raben Verlag
Der Bunte Raben Verlag wurde 1993 von Fabian Reimann und Martin Brinkmann in Lintig-Meckelstedt gegründet. Bis heute erscheint hier die Literaturzeitschrift Krachkultur. Zwischen 1996 und 1999 veröffentlichte der Verlag einige handgemachte Lyrikbände, u. a. von Arne Rautenberg, Christopher Ecker, Oliver Pade und Anja Utler.
Fabian Reimann ist heute vor allem als bildender Künstler tätig. Seine Arbeiten sind vielfältig und umfassen sowohl Zeichnungen, als auch die Arbeit mit Stahl und den modernen Medien, wie Film und Musik.